# Katlyn Chookagian
Katlyn Chookagian, född 28 december 1988 i Quakertown i Pennsylvania, är en amerikansk MMA-utövare som sedan 2016 tävlar i organisationen Ultimate Fighting Championship.